# Rio Gorom
O Rio Gorom é um rio da Romênia, afluente do Pârâul Sărat, localizado no distrito de Harghita.